# 盐川郡
盐川郡，中国隋朝时设置的郡。
大业三年（607年）以盐州改名，治所在五原县（今陕西省定边县）。辖境相当今陕西省定边县、宁夏回族自治区盐池县一带。唐朝初年复改盐州。